# Приорільське
Приорільське (до 2016 — Пролета́рське) — селище в Україні, у Личківській сільській громаді Самарівського району Дніпропетровської області. Населення за переписом 2001 року становить 935 осіб. До 2017 року орган місцевого самоврядування — Приорільська сільська рада.

## Географія
Селище Приорільське лежить у степу і розміщене за 2,5 км від села Деконка.

## Економіка
- «Пролетарське ВУПЗГ», ТОВ (підземне сховище газу).

## Об'єкти соціальної сфери
- Школа.
- Будинок культури.